# Lill-Bergvattnet, Ångermanland
Lill-Bergvattnet är en sjö i Örnsköldsviks kommun i Ångermanland och ingår i Husåns huvudavrinningsområde.